# ماريا ديل كارمين مارتين
ماريا ديل كارمين مارتين (بالإسبانية: María del Carmen Martín)‏ هي لاعبة هوكي الحقل إسبانية، ولدت في 1 سبتمبر 1976 في مدريد في إسبانيا.

## وصلات خارجية
- ماريا ديل كارمين مارتين على موقع أوليمبيديا (الإنجليزية)